# Seoul Open Challenger 2024
Il Seoul Open Challenger 2024 è stato un torneo maschile di tennis professionistico. È stata l'8ª edizione del torneo, facente parte della categoria Challenger 100 nell'ambito dell'ATP Challenger Tour 2024, con un montepremi di 134 000 $. Si è giocato dal 28 ottobre al 3 novembre 2024 sui campi in cemento del Centro Tennis del Parco Olimpico di Seul, in Corea del Sud.

## Partecipanti

### Teste di serie
| Nazionalità   | Giocatore                 | Ranking* | Testa di serie |
| ------------- | ------------------------- | -------- | -------------- |
| Giappone      | Tarō Daniel               | 89       | 1              |
| Stati Uniti   | Mackenzie McDonald        | 120      | 2              |
| Stati Uniti   | Nicolas Moreno de Alboran | 121      | 3              |
| Taipei cinese | Tseng Chun-hsin           | 125      | 4              |
| Corea del Sud | Hong Seong-chan           | 142      | 5              |
| Hong Kong     | Coleman Wong              | 145      | 6              |
| Francia       | Térence Atmane            | 152      | 7              |
| Giappone      | Sho Shimabukuro           | 178      | 8              |

* Ranking al 21 ottobre 2024.

### Altri partecipanti
I seguenti giocatori hanno ricevuto una wild card per il tabellone principale:
- Chung Hyeon
- Chung Yun-seong
- Shin San-hui

I seguenti giocatori sono passati dalle qualificazioni:
- Kaito Uesugi
- Kasidit Samrej
- Julian Ocleppo
- Hiroki Moriya
- Zhou Yi
- Kaichi Uchida

Il seguente giocatore è entrato in tabellone come lucky loser:
- Cui Jie

## Punti e montepremi
| Torneo    | Torneo              | V      | F      | SF    | QF    | 2T    | 1T    | Q | Q2  | Q1  |
| Singolare | Punti               | 100    | 50     | 25    | 14    | 7     | 0     | 4 | 2   | 0   |
| Singolare | Premi in denaro ($) | 17 650 | 10 380 | 6 140 | 3 570 | 2 105 | 1 270 | – | 635 | 320 |
| Doppio    | Punti               | 100    | 50     | 25    | 14    | –     | 0     | – | –   | –   |
| Doppio    | Premi in denaro ($) | 7 590  | 4 400  | 2 645 | 1 570 | –     | 880   | – | –   | –   |

## Campioni

### Singolare
Nikoloz Basilašvili ha sconfitto in finale  Tarō Daniel con il punteggio di 7–5, 6–4.

### Doppio
Saketh Myneni /  Ramkumar Ramanathan hanno sconfitto in finale  Vasil Kirkov /  Bart Stevens con il punteggio di 6–4, 4–6, [10–3].